# Kàmenka (Mordòvia)
Kàmenka - Каменка (rus) - és un poble de la República de Mordòvia, a Rússia, segons el cens del 2010 tenia 253 habitants, pertany al municipi de Kozlovka.